# Gail (komiks)
Gail – polska seria komiksowa z gatunku fantasy, stworzona przez Piotra Kowalskiego. Liczy cztery tomy wydawane przez Egmont Polska w latach 2001–2003.

## Edycje
Fragment pierwszego tomu ukazał się najpierw w numerze 21 Świata Komiksu z lutego 2001. Seria ukazywała się w latach 2001–2003 nakładem wydawnictwa Egmont i objęła cztery tomy: Przed burzą (2001), Bitwa (2002), Legowisko żmij (2002) i Kamienie (2003). Jej wydanie wiązało się z ponownym zainteresowaniem polskich wydawców polską twórczością komiksową. Przed burzą było jednym z pierwszych albumów polskiego autora wydanych na początku XXI wieku, cały cykl pierwszą od wielu lat serią polskiego autora. Był adresowany do masowego odbiorcy, jednak nie odniósł sukcesu komercyjnego, stał się też przedmiotem dosyć ostrej krytyki. Pozwolił jednak autorowi nawiązać kontakty z wydawcami zagranicznymi. On sam wspominał, że rozważano także narysowanie serii na nowo i wydanie jej na rynku frankofońskim.

## Odbiór
Za artystyczną porażkę uznał komiks Sebastian Chosiński, krytykujący przy okazji czwartego tomu przede wszystkim scenariusz, ale również stronę graficzną, ten sam krytyk, a także Artur Długosz zauważali także nie najlepszą jakość druku obciążającą wydawcę. Adam Rusek podkreślił natomiast „własny, łatwo rozpoznawalny i efektowny styl” twórcy. Wydawca komiksu, Tomasz Kołodziejczak po latach nazwał krytykę „czasami zasłużoną, ale czasami prowadzoną w sposób całkowicie absurdalny i bezsensowny”, a serię wymienił wśród ważnych polskich komiksów z szeroko rozumianej fantastyki w XXI wieku.
Sam autor po latach krytycznie oceniał swoje dzieło, ale podkreślał, że jako twórca czteroczęściowego cyklu, mógł łatwiej zaistnieć na rynku zagranicznym, wyrażał też zadowolenie z kończącej serię wielostronicowej sceny bitwy.

## Fabuła i główny bohater
Seria należy do gatunku fantasy. Jej bohater o imieniu Gail jest wojownikiem, uczestniczącym w konflikcie dwóch sąsiadujących ze sobą państw. Uniwersum łączy elementy ziemskiego średniowiecza z czasami współczesnymi, magię z zaawansowaną techniką.